# トミー・ガン (男優)
トミー・ガン（Tommy Gunn, 1967年5月13日 - ）は、アメリカ合衆国のポルノ俳優。ニュージャージー州出身。

## 生い立ち
少年期は成長と共にスポーツ、BMX自転車、オートバイ、サッカーに興味を持った。女の子の前では恥ずかしがり屋だったので、女の子が自分より大きくて強い男に興味を持っているのに中々気付かなかった。ボディービルを始め、地元のバーで「ホットボディ」コンテストに参加した。コンテストには負けたが、ストリッパーとして雇うと申し出る男性に出会った。ガンは10年間、男性ストリッパーとして働き、国内や世界中を旅した。

## 来歴
2004年にポルノ映画界デビュー、2005年のAVNアワード最優秀新人男優賞を受賞した。2006年には『Pirates』でAVN最優秀助演男優賞を受賞、更に2007年にAVN男性パフォーマー・オブ・ザ・イヤーを受賞。
2007年、アメリカのインディーロックバンド、ライロ・カイリーの「The Moneymaker」のミュージック・ビデオに出演。また、バックチェリーのミュージックビデオ「Too Drunk...」にも出演している。 2010年、『アントラージュ★オレたちのハリウッド』のエピソードに登場。2011年、ジェニファー・ジェームズ監督のコメディ映画、『Mommy & Me』に出演（クレジットはされず）。2012年、ルイ・セローのドキュメンタリー『Twilight of the porn stars』に出演し、ポルノ業界とその中に身を置く彼の個人的な経験について議論した。2014年、デヴィッド・ヘイター監督のホラー映画『ビースト・ストーリー 選ばれし勇者』に出演。また、2017年の映画『Gangster Land』に端役で出演した。
2009年、視聴側が選択できるアドベンチャー3D映画『Cummin' At You 3D』を監督し、自ら主演した。

## 私生活

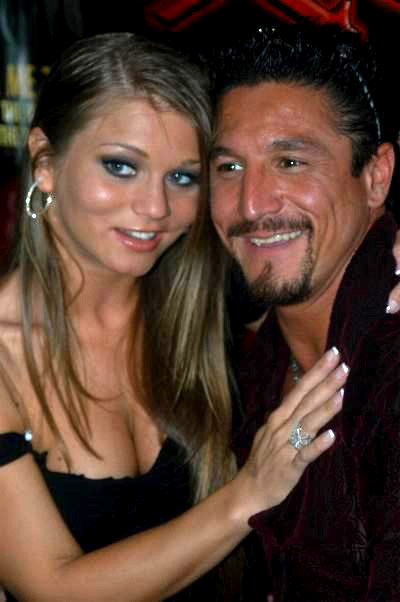
リタ・ファルトヤーノと

ガンの父親はイタリア系、母親は中国人のハーフであった。時期は不明であるが、シャナ・ハイアットと3年半結婚していた。2005年から2008年まで、ポルノ女優のリタ・ファルトヤーノと結婚していた。2007年8月のインタビューで、同僚ポルノスターのアシュリン・ブルックとの間にロマンスがあったか尋ねられ、ガンは「我々は何かそれ以上のものになりつつあると思う」と答えた。その後ガンとブルックは別れた。
2012年2月、自身の下着会社を立ち上げた。
ガンの家族はフィラデルフィア地域に居住しており、その中にはECCRSDパーカッション・アンサンブルの受賞歴のあるインストラクターであるトム・ハーボラがいる。 ガンは対ゾンビ装甲車両を所持しており、それをヒストリーチャンネルの番組『アメリカお宝鑑定団ポーンスターズ』で11,000ドルで販売した。

## 出演作品
- スパルタカス・クィーン　欲望と戦いの伝説
- 秘書課（秘）レポート
- 狙われた女
- あるOLの性生活
- ハート・ファッカー
- レジェンド・オブ・パイレーツ 海賊島の秘宝
パイレーツ・オブ・アイランド
- セレブ族の館 ゴージャス・ナイト
- お願いクリニック 貴女の性欲、解消します
- デスフェラートな妻たち 死んでもええねん
- レジェンド・オブ・パイレーツ 海賊島の秘宝